# Нісіна Йосіо
Нішіна Йошіо  (仁科 芳雄; 6 грудня 1890 — 10 січня 1951) — японський фізик-ядерник.

## Біографія
Народився у селищі Сатошьо префектури Окаяма. Закінчив Токійський Імператорський університет у 1918 році. У 1921–1929 роках проходив стажування в Європі, відвідав такі великі наукові центри, як Геттінгенський університет імені Георга-Августа, Кавендіську лабораторію і Копенгагенський університет, де познайомився з Бором. Повернувшись на батьківщину, натхнений Нішіна створив власну лабораторію і сприяв різкій активізації досліджень в галузі ядерної фізики. Побудував в інституті фізико-хімічних досліджень RIKEN перший в Японії циклотрон (1936), відкрив ефект ділення торію-237 під впливом швидких нейтронів, описав явище розсіювання фотонів електронами в ефекті Комптона (вивів формулу, відому як формула Клейна — Нішіни). У 1940 році відкрив ізотоп урану-237.

### Участь в японській ядерній програмі
В червні 1940 року Нішіна зустрівся в поїзді з генералом Такео Ясудою, головою Науково-технічного управління Військово-повітряних сил Імператорської армії, і розповів йому про перспективи військового використання ядерної енергії. У травні 1941 року інститут RIKEN отримав вказівку почати розробку проекту уранової бомби. Через 2 роки був заснований проект «Ні». Головою проекту був призначений Йосіо Нішіна. Однак проект «Ні» зазнав невдачі, оскільки зірвалися плани доставки уранового концентрату з союзної Німеччини.

### Робота в Хіросімі
Після бомбардування Хіросіми військові залучили Нішіну для аналізу результатів використання атомної бомби. За розтопленою черепицею була встановлена температура вибуху, а за збереженими тінями — висота, на якій вибухнула бомба. Через 4 місяці Нішіна серйозно захворів, що було наслідком впливу радіації.

### Учні
Учнями Йосіо Нісіна були нобелівські лауреати Юкава Хідекі і Томонага Синітіро.

## Пам'ять
- Премія імені Нішіни[en] є найстарішою і найпрестижнішою нагородою в галузі фізики в Японії[1].
- Ім'ям фізика названо кратер Нішіна[en] на Місяці.